# ميغيل زامبرانو
ميغيل زامبرانو (بالإسبانية: Miguel Zambrano)‏ هو مصارع رياضي بيروفي، ولد في 21 سبتمبر 1951.

## وصلات خارجية
- ميغيل زامبرانو على موقع قاعدة بيانات المصارعة الدولية (الإنجليزية)
- ميغيل زامبرانو على موقع اللجنة الأولمبية الدولية (الإنجليزية)
- ميغيل زامبرانو على موقع أوليمبيديا (الإنجليزية)